# Pero nerisaria
Pero nerisaria là một loài bướm đêm trong họ Geometridae.